# Labrisz Leszbikus Egyesület
Die Labrisz Leszbikus Egyesület („Lesbenvereinigung Labrys“) ist eine Organisation, die sich mit den gesellschaftlichen Beziehungen lesbischer und bisexueller Frauen in Ungarn befasst.

## Gründung und Namensgebung
Die Vereinigung ist die erste Lesbenorganisation des Landes. Sie wurde offiziell im Jahr 1999 eingetragen, jedoch gab es schon seit 1996 regelmäßig monatliche Gesprächsabende. Sie setzt sich dafür ein, dass Frauen ihre Partner oder Partnerinnen und ihren Lebensstil frei wählen können sowie ohne Angst ihre Identität in allen Lebensbereichen ausleben können.
Der Begriff labrisz (Labrys) kommt aus dem Griechischen und bedeutet doppelseitige Axt. Es ist ein Symbol für antike matriarchale Gesellschaften und in der Mythologie Waffe der Amazonen sowie ein im antiken Alltag benutztes Schnittwerkzeug. Heute ist es hauptsächlich als lesbisches Symbol bekannt.

## Ziele
Ein Kerngedanke der Labrisz Leszbikus Egyesület ist es, die öffentliche Meinung auf die Diskriminierung weiblicher sexueller Minderheiten aufmerksam zu machen sowie Vorurteile und Stereotype abzubauen. Zu den wichtigsten Zielen gehört auch, dass lesbische und bisexuelle Frauen sich selbst akzeptieren und öffentlich bekennen können. Die Organisation setzt sich dafür ein, dass der Dialog im Rahmen einer breiten Öffentlichkeit geführt wird. So wurde beispielsweise ein Programm für Mittelschulen erarbeitet.

## Geschichte und Aktivitäten
Monatlich werden für lesbische und bisexuelle Frauen Gesprächsabende (Labrisz-estek) zu verschiedenen Themen angeboten. Diese dienen vor allem dazu, Tabuthemen zu brechen und lesbische Frauen bei ihrer Selbstverwirklichung zu unterstützen.
Im Jahr 2000 wurde die Labrisz-Bücherreihe initiiert. Bisher sind folgende Bände erschienen:
- Leszbikus tér/erő: eine Sammlung von Essays mit Themen wie Geschichte, Politik, Feminismus, Identität, oder Coming out
- Szembeszél. Leszbikusok a szépirodalomban: Gedichte und Novellen
- Előhívott önarcképek. Leszbikus nők önéletrajzi írásai: Briefe und Tagebucheinträge lesbischer Frauen, biographische Schriften „von den Anfängen“ bis zur Gegenwart, aus Australien, Amerika sowie West- und Osteuropa
- Zusammen mit dem Verein Háttér Társaság a Melegekért wurden die Bücher Összefoglaló a melegek, leszbikusok és biszexuálisok diszkriminációjáról Magyarországon, 2001 und A szexuális orientáció az Európai Unióban és Magyarországon herausgegeben, in denen die rechtliche und gesellschaftliche Situation von Lesben und Schwulen in Ungarn und in der EU dargestellt wird.

Im Herbst 2000 wurde mit Unterstützung der EU (PHARE) das Programm „Melegség és megismerés“ begonnen. Damit wurde angestrebt, in Schulen eine gesellschaftliche Umwelt zu schaffen, in der Schüler und Lehrer jede Art von Andersartigkeit respektieren und in der niemand auf Grund seiner Homo- oder Bisexualität diskriminiert wird. In diesem Interesse wurden in Schulstunden Gespräche zu diesen Themen angeboten. Im Rahmen des Programms wurde das verschiedenes Aufklärungsmaterial, Stundenpläne und persönliche Schriften enthaltende Handbuch Már nem tabu. Kézikönyv tanároknak a leszbikusokról, melegekről, biszexuálisokról és transzneműekről herausgegeben.
Die Organisation nimmt regelmäßig an der Organisation des Frauenprogramms beim Meleg-, Leszbikus-, Biszexuális- és Transzneműfesztivál teil. Im Herbst 2005 veranstaltete sie das erste ganztägige lesbische Kulturfestival in Ungarn, das LIFT – Leszbikus Identitások Fesztiválja. Dabei wurden Filmvorführungen, Workshops, Literaturprogramme, eine herstory-Ausstellung und eine Party geboten. Das Festival trug dazu bei, mit kreativen Mitteln lesbische Aktivitäten sichtbar zu machen und gegen Stereotype anzukämpfen. Es ist geplant, das Festival jährlich abzuhalten.
Eine wichtige Aufgabe ist der Aufbau eines Lesbenarchivs, in dem Aufzeichnungen über das interne Leben der Organisation, ihrer Geschichte sowie Publikationen, Bücher, Tonaufnahmen und Videoarbeiten gesammelt werden. Dies dient der Information und der Erforschung lesbischer Kultur und Geschichte in Ungarn.
Einmal im Monat erscheint eine kostenlose Broschüre, die über Programme und kulturelle Ereignisse für Lesben informiert. Sie wird in Lokalen, bei Veranstaltungen oder auch per Post verbreitet.
Mitglieder der Labrisz Leszbikus Egyesület gründeten auch das Budapesti Leszbikus Filmbizottság („Lesbisches Filmkomitee Budapest“). Der erst Film mit dem Titel Mihez kezdjen egy fiatal leszbikus a nagyvárosban? wurde vom Balázs Béla Stúdió unterstützt und hatte im Jahr 2000 großen Erfolg beim V. Meleg és Leszbikus Film- és Kulturális Fesztivál („5. Schwul-lesbischen Film- und Kulturfestival“). Der zweite Film A rózsaszín görény ist ein Krimi. Er wurde auf dem Festival im Jahr 2003 gezeigt und auch zu lesbischen Filmfesten nach Berlin und Paris eingeladen. Ein Jahr später war der Kurzfilm Nagyfilmek a kisvilágból („Große Filme aus einer kleinen Welt“) zu sehen. 2005 und 2006 erschienen die Dokumentarfilme Elsőbálozók, Zarándoklat a Kecskerúzs földjére (2005) und A fásli, a zokni és a szőr (2006). Der letztgenannte Film wurde 2007 auch zur Ungarischen Filmschau angemeldet.
Im Jahr 2006 wurde unter dem Namen Bárcsak Randevúk im Abstand von zwei Wochen freie Gespräche abgehalten, wobei persönliche Erfahrungen sowie Möglichkeiten und Strategien lesbischer Lebensführung ausgetauscht wurden. Seit Herbst desselben Jahres gab es im Büro der Vereinigung zweimal wöchentlich offene Stunden für Interessenten.